# Protivin (Iowa)
Protivin – miasto w Stanach Zjednoczonych, w stanie Iowa, w hrabstwie Chickasaw. W 2000 roku liczyło 317 mieszkańców.